# Oryzomys
Oryzomys — рід мишоподібних гризунів родини Хом'якові (Cricetidae). У ненауковій літературі часто вживається назва «рисовий хом'як». Раніше рід налічував понад 100 видів. Наразі до роду відносять 8 видів, з яких 3 види вимерли в історичний період.

## Поширення

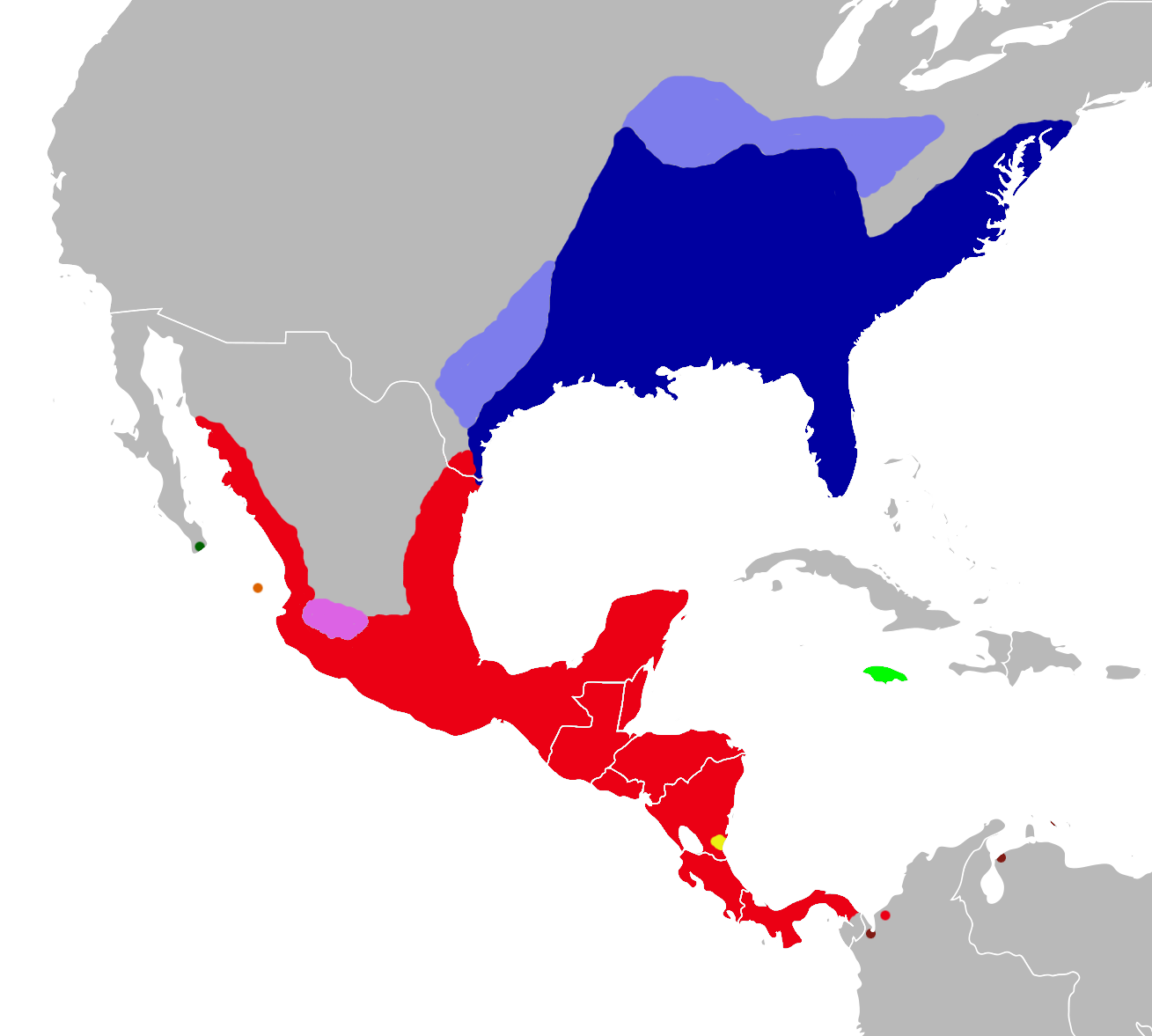
Мапа поширення Oryzomys: темно-синій — Oryzomys palustris; блакитний — територія на якій він вимер; червоний — O. couesi; рожевий — O. albiventer; темно-зелений — O. peninsulae; помаранчевий — O. nelsoni; світло-зелений — O. antillarum; жовтий — O. dimidiatus та O. couesi; коричневий — O. gorgasi

Ареал Oryzomys простягається від Нью-Джерсі в східній частині Сполучених Штатів через Мексику і Центральну Америку на південь до північно-західної Колумбії і зі сходу на північному заході Венесуели і Кюрасао. Рисові хом'яки живуть в різноманітних лісових, чагарникових і гірських ландшафтах, але більшість воліє сирі, болотисті місця в дикій природі. За рідкісним винятком у будівлі людини вони не проникають.

## Опис
Гризуни ззовні схожі на великих мишей. Довжина тіла 10-20 см, вага 30-80 г. Хвіст приблизно дорівнює довжині тіла.

## Спосіб життя
Рисові хом'яки активні в будь-який час доби. Звичайно кілька годин підвищеної активності перериваються короткочасним відпочинком. Притулки ці хом'яки можуть влаштовувати в неглибоких норах, частіше на поверхні землі під прикриттям поваленого дерева, між коріння або в каменях. На болотах гніздо з сухої трави (куля до півметра в діаметрі з входом збоку або знизу) часто поміщається в гілках густого чагарнику, серед стебел і трав або на високій купині. Зсередини гніздо вистилають тонкими травинками і рослинним пухом.

## Живлення
Незважаючи на добре виражену горбкувату насіннєїдну структуру жувальних зубів, ці гризуни у великій кількості споживають соковиту зелень трав і молодих пагонів дерев і чагарників, при нагоді із задоволенням їдять рибу. Самі вони піймати її не можуть, хоча добре плавають і пірнають, і задовольняються загиблою або доїдають чужі залишки. Рисові хом'яки регулярно живляться комахами та іншими безхребетними.

## Розмноження
У тропічних широтах розмноження триває цілий рік, а в помірних областях і високо в горах — з невеликою перервою. Через 25 діб вагітності самка народжує 3 — 4 (рідко 7 — 8) дитинчат. Новонароджені мають вагу від 2 до 5 г кожен залежно від розмірів самки і абсолютно безпорадні. Перший час вони голі й сліпі. Через два тижні дитинчата переходять на рослинні корми, а в два місяці починають розмножуватися. Всі самки майже цілий рік вагітні, кожна з них дає по 8 — 10 приплодів. У природі величезна кількість рисових хом'яків гине від хижаків і хвороб, і тільки їх плодючість компенсує втрати. Рідкісні особини доживають до року. Рисових хом'яків розводять у лабораторіях для досліджень з біології та медицині.

## Класифікація
- Oryzomys albiventer
- †Oryzomys antillarum
- Oryzomys couesi
- Oryzomys dimidiatus
- Oryzomys gorgasi
- †Oryzomys nelsoni
- Oryzomys palustris
- †Oryzomys peninsulae